# Guglielmo Barbò

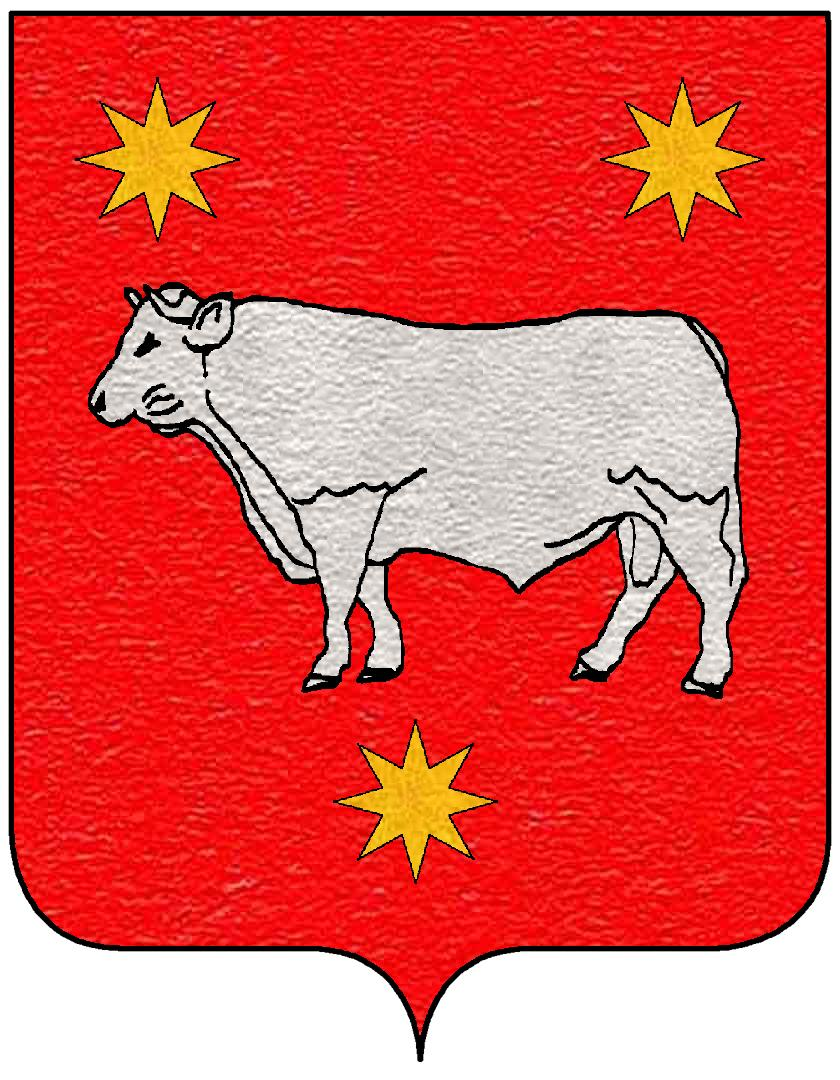
Stemma Barbò

Guglielmo Barbò Conte di Casalmorano (Milano, 11 agosto 1888 – Flossenbürg, 14 dicembre 1944) è stato un generale italiano veterano della prima guerra mondiale. Durante la seconda guerra mondiale partecipò, come comandante del 1º Reggimento "Nizza Cavalleria", alla battaglia delle Alpi Occidentali, all'invasione della Jugoslavia e alla campagna di Russia. Sul Fronte orientale fu comandante del Raggruppamento truppe a cavallo (RAC) del CSIR. Decorato con la Croce di Cavaliere dell'Ordine militare di Savoia due Medaglie d'argento e una Croce di guerra al valor militare, una Croce al merito di guerra e la Croce di Ferro di seconda classe.

## Biografia

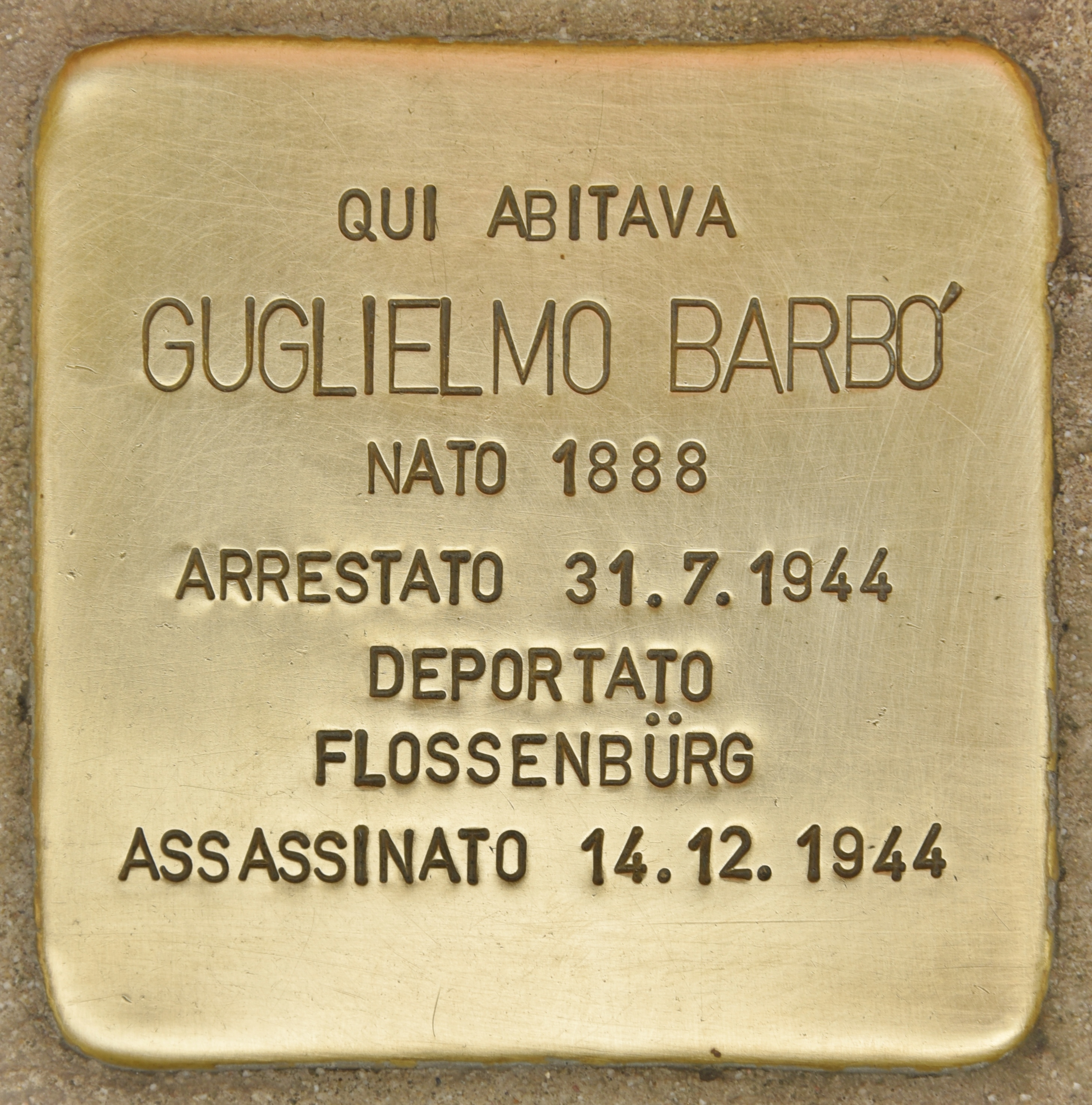
Pietra d'inciampo in memoria di Guglielmo Barbò, a Milano in via Visconti di Modrone 20

Nacque a Milano l'11 agosto 1888, figlio del marchese Gaetano Barbò di Casalmorano e di Fanny Barbiano dei Principi di Belgioiso d'Este. A partire dal 26 ottobre 1905 frequentò la Scuola Militare di Roma, entrando successivamente, il 5 novembre 1907, nella Regia Accademia Militare di Fanteria e Cavalleria di Modena, da cui uscì 19 settembre 1909 con il grado di sottotenente assegnato all'arma di cavalleria, iniziando subito a frequentare la Scuola di applicazione di Cavalleria di Pinerolo al fine di completare la formazione professionale.
Nel novembre 1911 fu assegnato al 1º Reggimento "Nizza Cavalleria", venendo promosso tenente il 3 ottobre 1912. Dopo l'entrata in guerra del Regno d'Italia, il 5 giugno 1915 partì con il suo reggimento per il fronte giulio, venendo decorato con una Medaglia d'argento al valor militare nel maggio 1916 per essersi distinto nei combattimenti di Monfalcone.
Il 9 luglio 1916 fu promosso capitano, e fu trasferito in servizio presso il 30º Reggimento artiglieria da campagna, specialità bombardieri. Il 16 settembre 1917 assunse il comando di uno squadrone del 3º Reggimento "Savoia Cavalleria", venendo decorato nel novembre 1918 di una Croce di guerra al valor militare  nei combattimenti di Udine, successivamente tramutata in una seconda Medaglia d'argento al valor militare.
Alla fine del conflitto rimase nei territori occupati, e con l'incarico di comandante del 3º Squadrone del "Savoia Cavalleria", prestò servizio prima a Trieste, poi a Terranova e successivamente a Bistena. Il 1º aprile 1919 rientrò nella guarnigione di Milano, prestando servizio dal 28 gennaio al 5 agosto 1920, presso la Commissione Interalleata per il Controllo del Plebiscito per il territorio di Hallstein, nella Prussia Orientale.
Il 7 aprile 1920 convolò a giuste nozze a Torino con la signorina Maddalena Pia dei Marchesi Fracassi Ratti Mentone di Torre Rossano e il 5 dicembre 1926, promosso maggiore, ritornò al 1º Reggimento "Nizza Cavalleria" in qualità di comandante di Gruppo Squadroni. Il 7 aprile 1927 fu nominato aiutante maggiore in prima, ricoprendo tale incarico fino al 15 febbraio 1929.
Il 9 maggio dello stesso anno divenne tenente colonnello, e il 16 ottobre 1932 fu assegnato al Comando del Corpo d'armata di Torino, passando, il 23 settembre 1934 al 12º Reggimento "Cavalleggeri di Saluzzo" come comandante di un Gruppo Squadroni.
Il 10 novembre 1935 assunse l'incarico di Comandante degli Squadroni autonomi a piedi di Caltanissetta, il 26 gennaio 1936 fu nominato Comandante di un Gruppo Squadroni del 10º Reggimento "Cavalleggeri di Vittorio Emanuele" ed il 22 settembre 1937, promosso colonnello, entrò in servizio presso il Comando del Corpo d'armata di Roma.
Il 1º aprile 1938 assunse il comando del 1º Reggimento "Nizza Cavalleria", subentrando al generale conte Carlo Calvi di Bergolo. Nel giugno 1940, con l'inizio delle ostilità contro la Francia e la Gran Bretagna, partecipò con il reggimento alla battaglia delle Alpi Occidentali, e poi all'invasione della Jugoslavia. Il 1º ottobre 1941 fu trasferito in servizio presso il Comando di Corpo d'armata.
A partire dal 27 novembre successivo fu assegnato al Corpo di spedizione italiano in Russia, allora al comando del generale Giovanni Messe, e partì per la Russia, assumendo il comando del 3º Reggimento "Savoia Cavalleria" il 9 dicembre dello stesso anno, partecipando all'avanzata delle truppe italiane in Ucraina.
Il 15 marzo 1942 fu sostituito al comando dal colonnello conte Alessandro Bettoni Cazzago, assumendo il comando del Raggruppamento truppe a cavallo (RAC) del CSIR il 15 aprile seguente fu promosso generale di brigata, venendo decorato con la Croce di Ferro di seconda classe tedesca. Si distinse particolarmente nell'agosto dello stesso anno, nel corso della battaglia sul Don, venendo decorato con la Croce di Cavaliere dell'Ordine militare di Savoia.
Il 10 novembre 1942 passò a disposizione del XXXV Corpo d'armata, rientrando in Patria il 17 dello stesso mese, assegnato il 17 dicembre dello stesso anno al Comando Difesa Territoriale di Torino. Dal 1º aprile 1943 divenne comandante della Scuola di Applicazione di Cavalleria di Pinerolo.
All'atto dell'armistizio dell'8 settembre 1943 avviò una trattativa con le autorità militari tedesche che si concluse il giorno 12 dello stesso mese, quando la Scuola passò sotto il comando tedesco ed egli, con tutto il personale militare, fu caricato su un treno per essere internato in Germania,  via passo del Brennero, in quanto aveva rifiutato di aderire alla Repubblica Sociale Italiana.  Nella stessa notte del 12 settembre riuscì a fuggire dal treno ed entrò nella resistenza piemontese, facendo riferimento all'avvocato liberale Luciamo Elmo.
Fu catturato il 16 agosto 1944 e trasferito nel carcere di San Vittore a Milano, fu portato poi a Bolzano da dove, il 5 settembre, fu inviato, quale "detenuto politico", con il Trasporto 81 al campo di concentramento di Flossenbürg in Germania. A causa delle durissime condizioni di detenzione morì il 14 dicembre dello stesso anno.
Lo commemora una lapide sulla facciata del municipio di Belgioioso e una via della città di Soresina.

## Eventi cronologici
- Nel 1946 il Generale Guglielmo Barbò è inserito tra gli 847 nomi delle vittime iscritte sulle lastre di granito del Monumento ai Caduti dei Campi di Concentramento nazisti al Famedio a Milano.
- Negli anni 50 la vedova Pia Barbò Fracassi fa collocare, a fianco del forno crematorio del KZ di Flossenburg (Baviera), la lapide in bronzo che ha personalmente modellato a imperitura memoria del marito assassinato il 14 dicembre 1944.
- Negli anni 50 il Tempio Sacrario di Voghera iscrive sulla lapide dedicata ai Cavalieri degli Ordini Militari di Savoia e d'Italia il Generale Guglielmo Barbò.
- Nel 1996 Belgioioso (PV) colloca sulle mura esterne del Palazzo Comunale, per parte della propria Civica Amministrazione, dell'Associazione Partigiani Cristiani, dell'ANPI e della FIDCA, la lapide in marmo a imperitura memoria del suo illustre concittadino Generale Guglielmo Barbò di Belgioioso.
- Nel 2012 dopo essere stata restaurata, viene collocata, nell'attuale Cappella Ecumenica del KZ di Flossenburg (Baviera) la lapide in bronzo eseguita dalla moglie Pia Barbò Fracassi negli anni 50.
- Nel 2012 è rinvenuto, presso l'Archivio storico del Campo di Transito della città di Bolzano, il manoscritto della "Relazione" del barbaro assassinio del Generale Guglielmo Barbò nel campo di sterminio di Flossenburg (Baviera).
- Nel 2013 è conferita la "Medaglia d'onore" in memoria del Generale Guglielmo Barbò presso la Prefettura di Milano.
- Nel 2014 è dedicata una "Sala" nel Castello di Belgioioso (PV) al Generale Guglielmo Barbò di Belgioioso, suo illustre cittadino, in occasione della Cerimonia dell'inaugurazione della parte acquisita e restaurata dal Comune.
- Nel 2015 in occasione del 70ºanniversario della liberazione del KZ di Flossenburg (Baviera) da parte statunitense, lo Storico del Memoriale dedica ed espone nella propria sede museale il profilo biografico del Generale Guglielmo Barbò.
- Nel 2015 il Museo della Storia della Cavalleria di Pinerolo allestisce , nella Galleria dedicata alla 2ª G.M., uno spazio dedicato al Generale Guglielmo Barbò, ultimo Comandante dell'allora Scuola di Cavalleria.
- Nel 2016 è conferito il "Paladino della Memoria" al libro curato dalla nipote Silvia Rivetti Barbò: "Il Generale di Brigata Guglielmo Barbò -ricostruzione storica dei tragici eventi 7 settembre 1943-14 dicembre 1944.
- Nel 2018 il Generale Guglielmo Barbò viene annoverato tra i Giusti del Mondo nel Giardino virtuale dei Giusti presso il Monte Stella a Milano.
- Nel 2019 è posata la Pietra d'Inciampo in onore e a ricordo del Generale Guglielmo Barbò, di fronte alla sua abitazione di Via Visconti di Modrone 20 a Milano.
- Nel 2022, in occasione della Giornata della Memoria della Shoah e delle Deportazioni, l'Associazione Pro-Loco e il Museo Stampa di Soncino, Presidente Giuseppe Cavalli, hanno organizzato un incontro sulla vicenda del Gen. Guglielmo Barbò morto drammaticamente nel Campo di Sterminio di Flossenburg, relatrice la Professoressa Silvia Maria Rivetti, nipote del Generale.
- Nel 2024, presso il Tempio Sacrario della Cavalleria a Voghera, in occasione della Festa dell'Arma, il Priore, Gen. Mauro Arnò, ha fatto memoria, nell'80º anniversario della morte del Gen. Barbò nel campo di sterminio di Flossenburg, della sua eroica vicenda.

## Albero genealogico
|                                                                           |                                                  |                                                            | Genitori                          |  |  | Nonni |  |  | Bisnonni                                        |  |  | Trisnonni                                             |  |
|                                                                           |                                                  |                                                            |                                   |  |  |       |  |  | Girolamo Giuseppe Barbò, V conte di Casalmorano |  |  | Barnaba Giuseppe Maria Barbò, IV conte di Casalmorano |  |
|                                                                           |                                                  |                                                            |                                   |  |  |       |  |  | Girolamo Giuseppe Barbò, V conte di Casalmorano |  |  | Barnaba Giuseppe Maria Barbò, IV conte di Casalmorano |  |
|                                                                           |                                                  | Maria Teresa Carrera                                       |                                   |  |  |       |  |  | Girolamo Giuseppe Barbò, V conte di Casalmorano |  |  |                                                       |  |
| Giulio Barbò, VI conte di Casalmorano                                     |                                                  |                                                            |                                   |  |  |       |  |  | Girolamo Giuseppe Barbò, V conte di Casalmorano |  |  |                                                       |  |
|                                                                           |                                                  | Teresa Pallavicino                                         | Pio Giovanni Galeazzo Pallavicino |  |  |       |  |  |                                                 |  |  |                                                       |  |
|                                                                           |                                                  | Teresa Pallavicino                                         | Pio Giovanni Galeazzo Pallavicino |  |  |       |  |  |                                                 |  |  |                                                       |  |
|                                                                           |                                                  | Teresa Pallavicino                                         | Marianna Locatelli                |  |  |       |  |  |                                                 |  |  |                                                       |  |
| Gaetano Barbò, VII conte di Casalmorano                                   |                                                  | Teresa Pallavicino                                         |                                   |  |  |       |  |  |                                                 |  |  |                                                       |  |
|                                                                           |                                                  | …                                                          | …                                 |  |  |       |  |  |                                                 |  |  |                                                       |  |
|                                                                           |                                                  | …                                                          | …                                 |  |  |       |  |  |                                                 |  |  |                                                       |  |
|                                                                           |                                                  | …                                                          | …                                 |  |  |       |  |  |                                                 |  |  |                                                       |  |
| Palmira Cadolini                                                          |                                                  | …                                                          |                                   |  |  |       |  |  |                                                 |  |  |                                                       |  |
|                                                                           |                                                  | …                                                          | …                                 |  |  |       |  |  |                                                 |  |  |                                                       |  |
|                                                                           |                                                  | …                                                          | …                                 |  |  |       |  |  |                                                 |  |  |                                                       |  |
|                                                                           |                                                  | …                                                          | …                                 |  |  |       |  |  |                                                 |  |  |                                                       |  |
| Guglielmo Barbò, VIII conte di Casalmorano                                |                                                  | …                                                          |                                   |  |  |       |  |  |                                                 |  |  |                                                       |  |
|                                                                           | Francesco Ludovico Barbiano di Belgiojoso d'Este | Alberico Barbiano di Belgiojoso, II principe di Belgioioso |                                   |  |  |       |  |  |                                                 |  |  |                                                       |  |
|                                                                           | Francesco Ludovico Barbiano di Belgiojoso d'Este | Alberico Barbiano di Belgiojoso, II principe di Belgioioso |                                   |  |  |       |  |  |                                                 |  |  |                                                       |  |
|                                                                           | Francesco Ludovico Barbiano di Belgiojoso d'Este | Anna Ricciarda d'Este                                      |                                   |  |  |       |  |  |                                                 |  |  |                                                       |  |
| Antonio Alberico Barbiano di Belgiojoso d'Este, VI principe di Belgioioso | Francesco Ludovico Barbiano di Belgiojoso d'Este |                                                            |                                   |  |  |       |  |  |                                                 |  |  |                                                       |  |
|                                                                           |                                                  | Amalia Canziani                                            | …                                 |  |  |       |  |  |                                                 |  |  |                                                       |  |
|                                                                           |                                                  | Amalia Canziani                                            | …                                 |  |  |       |  |  |                                                 |  |  |                                                       |  |
|                                                                           |                                                  | Amalia Canziani                                            | …                                 |  |  |       |  |  |                                                 |  |  |                                                       |  |
| Francesca Antonietta Matilde Maria Fanny Barbiano di Belgiojoso d'Este    |                                                  | Amalia Canziani                                            |                                   |  |  |       |  |  |                                                 |  |  |                                                       |  |
|                                                                           |                                                  | Angelo Gradi                                               | …                                 |  |  |       |  |  |                                                 |  |  |                                                       |  |
|                                                                           |                                                  | Angelo Gradi                                               | …                                 |  |  |       |  |  |                                                 |  |  |                                                       |  |
|                                                                           |                                                  | Angelo Gradi                                               | …                                 |  |  |       |  |  |                                                 |  |  |                                                       |  |
| Matilde Gradi                                                             |                                                  | Angelo Gradi                                               |                                   |  |  |       |  |  |                                                 |  |  |                                                       |  |
|                                                                           |                                                  | Francesca Vittadini                                        | …                                 |  |  |       |  |  |                                                 |  |  |                                                       |  |
|                                                                           |                                                  | Francesca Vittadini                                        | …                                 |  |  |       |  |  |                                                 |  |  |                                                       |  |
|                                                                           |                                                  | Francesca Vittadini                                        | …                                 |  |  |       |  |  |                                                 |  |  |                                                       |  |
|                                                                           |                                                  | Francesca Vittadini                                        |                                   |  |  |       |  |  |                                                 |  |  |                                                       |  |